# Parisa Shahmoradpour
Parisa Shahmoradpour (* 16. Juli 1992) ist eine iranische Grasskiläuferin. Sie erreichte bisher vier Top-10-Platzierungen im Weltcup.

## Karriere
Parisa Shahmoradpour nahm ausschließlich an Grasskirennen in Dizin in ihrem Heimatland Iran teil. Im August 2007 startete sie erstmals in einem Weltcuprennen und belegte als letzte der gewerteten Läuferinnen den fünften Platz im Riesenslalom, womit sie in der Saison 2008 punktegleich mit ihrer Landsfrau Sahar Davari und der Tschechin Lucie Surovcová auf den 16. und zugleich letzten Platz im Gesamtweltcup kam. Im folgenden Jahr belegte sie wiederum als Letzte den zehnten Platz im Super-G, den Riesenslalom konnte sie nicht beenden. In der Gesamtwertung der Saison 2009 kam sie damit als Vorletzte auf Platz 18. In der Saison 2010 nahm Shahmoradpour an keinen Wettkämpfen teil, erst in der Saison 2011 startete sie wieder bei den Weltcuprennen in Dizin. Im Riesenslalom kam sie als Sechste wiederum nur auf den letzten Platz, im Super-G als Achte, aber erstmals auf den vorletzten Rang. Im Gesamtweltcup wurde sie 15. Sie nahm auch an der Juniorenweltmeisterschaft 2011, die ebenfalls in Dizin stattfand, teil. Doch auch dort kam sie im Slalom, im Riesenslalom und in der Super-Kombination nur als Letzte ins Ziel, lediglich im Super-G belegte sie den vorletzten Platz. Sie nahm danach an keinen weiteren Wettkampf mehr teil.

## Erfolge

### Juniorenweltmeisterschaften
- Dizin 2010: 7. Slalom, 7. Riesenslalom, 8. Super-G, 9. Super-Kombination

### Weltcup
- Vier Platzierungen unter den besten zehn